# Argyrodiaptomus bergi
Argyrodiaptomus bergi is een eenoogkreeftjessoort uit de familie van de Diaptomidae. De wetenschappelijke naam van de soort is voor het eerst geldig gepubliceerd in 1897 door Richard.